# Dům U slunce (Jičín)
Dům U slunce nobo Starý rathaus (radnice) stojí na západním rohu Valdštejnova náměstí čp. 33 směrem do Chelčického ulice. Jedná se o jednopatrový městský dům s gotickými prvky, který byl výrazně upraven v barokním slohu po požáru roku 1768. V šestnáctém století zde byla radnice. Objekt, který je evidován jako kulturní nemovitá památka je součástí Městské památkové rezervace.

## Historie a popis
Mezi lety 1540–1650 byla v domě radnice. V domě se dochovaly gotické sklepy se skosenými půlkruhovými portály. Na základě hmoty objektu lze doložit renesanční stavbu z druhé poloviny 16. století. Dům byl částečně opravován před polovinou 17. století. Původní průčelí bylo stavěno kolem roku 1770. Po jednom z  mnoha požárů koncem 18. století bylo vystavěné klasicistní průčelí.  
Jednopatrový nárožní dům má dvě nadzemní podlaží. Hlavní průčelí směřuje do náměstí s trojicí půlkruhových arkád podloubí s plošnými šambránami archivolt a třemi okenními osami. Fasádu zdobí podstřešní kordonová římsa, která vizuálně odděluje přízemí od prvního patra. Patro je členěno čtyřmi ionskými pilastry, které nesou úseky kladí. Okna mají ploché parapetní výseče s rozetami.
Podloubí je sklenuto třemi poli křížové klenby. Domovní vstup se nachází ve středním poli. Je tvořen goticko-renesančním portálem s raně barokními dveřmi. Předsíň má valenou klenbu s lunetami. Boční místnost napravo má klenutí obdobné. Zadní trakt má kupolovitou klenbu a valeně klenutou chodbu. V patře jsou stropy ploché. Střecha je valbová (po roce 1810) s hřebenem rovnoběžným s ulicí Chelčického.
Jižní průčelí do Chelčického ulice není architektonicky členěné, okna jsou klasicistní. Západní konec severní strany bočního křídla je zakončen pravoúhlým renesančním portálem z bosovaného zdiva.
V roce 1962 bylo upravováno průčelí a položena nová střešní krytina. V letech 2007–2008 byla rekonstruována dvě okna (bývalé výlohy obchodu) v přízemí směrem do Chelčického ulice. Také proběhly lokální opravy fasády a byl realizován nový nátěr fasády.